# Lijst van zwemrecords 100 meter wisselslag vrouwen
Dit is een overzicht van de verschillende zwemrecords op de 100 meter wisselslag bij de vrouwen op de kortebaan (25 meter).

## Kortebaan (25 meter)

### Ontwikkeling wereldrecord
| Nr. | Naam                | Land             | Tijd    | Datum            | Plaats          |
| --- | ------------------- | ---------------- | ------- | ---------------- | --------------- |
|     | Gretchen Walsh      | Verenigde Staten | 55,11   | 13 december 2024 | Boedapest       |
|     | Gretchen Walsh      | Verenigde Staten | 55,71   | 12 december 2024 | Boedapest       |
|     | Gretchen Walsh      | Verenigde Staten | 55,98   | 18 oktober 2024  | Charlottesville |
|     | Katinka Hosszú      | Hongarije        | 56,51   | 7 augustus 2017  | Berlijn         |
|     | Katinka Hosszú      | Hongarije        | 56,67   | 4 december 2015  | Netanya         |
|     | Katinka Hosszú      | Hongarije        | 56,70   | 5 december 2014  | Doha            |
|     | Katinka Hosszú      | Hongarije        | 56,86   | 1 september 2014 | Dubai           |
|     | Katinka Hosszú      | Hongarije        | 57,25   | 28 augustus 2014 | Doha            |
|     | Katinka Hosszú      | Hongarije        | 57,45   | 11 augustus 2013 | Berlijn         |
|     | Katinka Hosszú      | Hongarije        | 57,50   | 8 augustus 2013  | Eindhoven       |
|     | Katinka Hosszú      | Hongarije        | 57,73   | 8 augustus 2013  | Eindhoven       |
|     | Hinkelien Schreuder | Nederland        | 57,74   | 15 november 2009 | Berlijn         |
|     | Zhao Jing           | China            | 58,40   | 11 november 2009 | Stockholm       |
|     | Therese Alshammar   | Zweden           | 58,51   | 17 oktober 2009  | Durban          |
|     | Emily Seebohm       | Australië        | 58,54   | 10 augustus 2009 | Hobart          |
|     | Natalie Coughlin    | Verenigde Staten | 58,80   | 23 november 2002 | New York        |
|     | Jenny Thompson      | Verenigde Staten | 59,30   | 2 april 1999     | Hongkong        |
|     | Martina Moravcová   | Slowakije        | 1.00,35 | 2 april 1999     | Hongkong        |
|     | Jenny Thompson      | Verenigde Staten | 1.00,41 | 16 januari 1999  | Sydney          |
|     | Martina Moravcová   | Slowakije        | 1.00,43 | 12 december 1998 | Sheffield       |
|     | Xiaowen Hu          | China            | 1.00,60 | 26 februari 1998 | Peking          |
|     | Louise Karlsson     | Zweden           | 1.01,03 | 26 januari 1997  | Malmö           |

- FINA erkent wereldrecords op de 100 meter wisselslag kortebaan sinds 31 augustus 1994.

### OntwikkelingEuropeesrecord
| Nr. | Naam                | Land      | Tijd    | Datum            | Plaats        |
| --- | ------------------- | --------- | ------- | ---------------- | ------------- |
|     | Therese Alshammar   | Zweden    | 58,51   | 17 oktober 2009  | Durban        |
|     | Hanna-Maria Seppälä | Finland   | 59,07   | 12 november 2008 | Stockholm     |
|     | Hanna-Maria Seppälä | Finland   | 59,60   | 6 juli 2008      | Seinäjoki     |
|     | Hanna-Maria Seppälä | Finland   | 59,62   | 11 april 2008    | Manchester    |
|     | Martina Moravcová   | Slowakije | 59,71   | 18 maart 2000    | Athene        |
|     | Martina Moravcová   | Slowakije | 1.00,20 | 3 april 1999     | Hongkong      |
|     | Martina Moravcová   | Slowakije | 1.00,35 | 2 april 1999     | Hongkong      |
|     | Martina Moravcová   | Slowakije | 1.00,43 | 12 december 1998 | Sheffield     |
|     | Louise Karlsson     | Zweden    | 1.01,03 | 26 januari 1997  | Malmö         |
|     | Louise Karlsson     | Zweden    | 1.01,03 | 22 november 1992 | Espoo         |
|     | Louise Karlsson     | Zweden    | 1.01,61 | 8 december 1991  | Gelsenkirchen |

### OntwikkelingNederlandsrecord
| Nr. | Naam                | Club                | Tijd    | Datum            | Plaats            |
| --- | ------------------- | ------------------- | ------- | ---------------- | ----------------- |
|     | Hinkelien Schreuder | Eiffel Swimmers PSV | 59,35   | 17 oktober 2009  | Durban            |
|     | Hinkelien Schreuder | Eiffel Swimmers PSV | 59,75   | 12 december 2008 | Rijeka            |
|     | Femke Heemskerk     | De Dolfijn          | 1.00,40 | 10 april 2008    | Manchester        |
|     | Femke Heemskerk     | De Dolfijn          | 1.00,74 | 10 april 2008    | Manchester        |
|     | Hinkelien Schreuder | Eiffel Swimmers PSV | 1.00,75 | 15 december 2007 | Debrecen          |
|     | Hinkelien Schreuder | PSV                 | 1.01,21 | 9 december 2005  | Triëst            |
|     | Hinkelien Schreuder | PSV                 | 1.01,50 | 9 december 2005  | Triëst            |
|     | Hinkelien Schreuder | PSV                 | 1.01,78 | 11 december 2004 | Wenen             |
|     | Hinkelien Schreuder | PSV                 | 1.01,86 | 10 december 2004 | Wenen             |
|     | Hinkelien Schreuder | PSV                 | 1.02,10 | 30 oktober 2004  | Aken              |
|     | Mildred Muis        | AZ&PC               | 1.02,22 | 1 maart 1992     | Palma de Mallorca |
|     | Mildred Muis        | ZPA                 | 1.02,80 | 28 januari 1990  | Amsterdam         |
|     | Mildred Muis        | ZPA                 | 1.03,24 | 27 januari 1990  | Amsterdam         |